# Tabitha Karanja
Tabitha Mukami Muigai Karanja là một nữ doanh nhân tập trung vào kinh doanh trong các ngành công nghiệp người Kenya. Bà là người sáng lập và là Giám đốc điều hành hiện tại của Keroche Breweries, nhà máy bia lớn đầu tiên ở Kenya thuộc sở hữu của một công ty đa quốc gia. Keroche chiếm 20% sản lượng tiêu thụ bia của Kenya, tính đến tháng 10 năm 2012.

## Lý lịch
Tabitha được sinh ra gần Kijabe, ở miền trung Kenya. Sau khi theo học trường Kenya, bà đã làm việc tại Bộ Du lịch với tư cách là Thư ký Kế toán. Bà đã gặp và kết hôn với chồng mình, người sở hữu một cửa hàng phần cứng thành công ở thị trấn Naivasha. Năm 1997, cặp đôi đã đóng cửa hàng phần cứng và chuyển ngành qua kinh doanh sản xuất rượu vang.

## Nghề nghiệp
Bắt đầu từ năm 1997, Tabitha Karanja và chồng bà bắt đầu làm rượu vang tăng cường, thúc đẩy sự kết thúc thấp hơn của thị trường. Trong năm 2007, khi chính phủ ban hành các loại thuế nặng đối với rượu vang được sản xuất tại địa phương, sản phẩm của bà đã được bán ra ngoài thị trường.
Bà chuyển sang sản xuất rượu gin và vodka để uống ngay, sản phẩm mà nhà máy hiện đại của ba vẫn sản xuất cho đến ngày hôm nay. Trong năm 2008, bà đã thêm bia vào tiết mục đồ uống có cồn của mình, bắt đầu với một thương hiệu được gọi là "Hội nghị thượng đỉnh".
Vào năm 2013, nhà máy bắt đầu mở rộng kế hoạch tăng sản lượng bia từ 60.000 chai mỗi ngày lên 600.000 chai mỗi ngày. Nhà máy đã được nâng cấp với chi phí KSh5 tỷ (55,5 triệu đô la Mỹ), được Adan Mohammed, Bộ trưởng Bộ Công nghiệp hóa, khánh thành vào ngày 31 tháng 3 năm 2015.

## Trách nhiệm khác
Tabitha kết hôn với Joseph Karanja, hai người có bốn đứa con; James Karanja, Anerlisa Muigai, Edward Muigai và Tecra Muigai. Joseph Muigai Karanja là Chủ tịch của Keroche Breweries Limited.